# Death Race
Death Race is een Amerikaanse sciencefiction-actiefilm uit 2008 onder regie van Paul W.S. Anderson. De productie is een remake van Death Race 2000 uit 1975, dat op haar beurt werd gebaseerd op het korte verhaal The Racer van schrijver Ib Melchior over een dystopische toekomst. De film werd genomineerd voor een Taurus World Stunt Award in de categorie 'beste stunt met vuur' en bijrolspeelster Joan Allen voor een Saturn Award.
Death Race 2 kwam uit op 27 december 2010 en is verhaaltechnisch een prequel.

## Verhaal
In een fictief 2012 belandt de werkgelegenheid in de Verenigde Staten op een dieptepunt terwijl de gevangenissen volstromen. Commerciële instellingen nemen de macht over de huizen van bewaring over. Zij gebruiken hun nieuwe positie om death races ('dodenritten') in het leven te roepen. Hierin leggen veroordeelde criminelen een race-parcours af in zwaar bewapende en gepantserde racewagens, terwijl alles is toegestaan om de concurrentie van de winst af te houden, inclusief dodelijk geweld. Deze wedstrijden worden uitgezonden in een goedbekeken televisieprogramma.
Jensen Ames (Jason Statham) is een voormalig gedetineerde en ex-racekampioen die tegenwoordig hard werkt om zijn vrouw Suzy (Janaya Stephens) en kind te onderhouden. Hij komt voor een probleem te staan als de staalfabriek waarvoor hij werkt failliet gaat en de $300 dollar die hij meekrijgt zijn laatste loon vormt. Als hij thuiskomt, spreekt zijn echtgenote haar vertrouwen in hem uit en drukt hem op het hart dat ze altijd van hem zal houden. Terwijl Ames zich boven gaat wassen, wordt zij belaagd door een bivakmuts dragende man. Wanneer Ames weer beneden komt, ziet hij haar met een bloedend hoofd op de keukenvloer liggen. Wanneer hij zich omdraait, wordt hij door haar belager bedwelmd met gas, om even later wakker te worden met een bebloed mes in zijn hand en rooddoordrenkte kleren.
Zes maanden later zit Ames veroordeeld voor moord in een zwaarbewaakte afdeling van een gevangenis tussen de moordenaars en andere zware criminelen. Hij wordt er belaagd door een neonazistische bende waarvan leider Pachenko (Max Ryan) belooft hem af te maken. Wanneer Ames hem te lijf gaat, wordt hij naar directrice Hennessey (Joan Allen) gebracht. Ze legt hem uit wat de death races zijn en dat daarin een bijna legendarische coureur rondrijdt genaamd Frankenstein. Wat de gedetineerden niet weten, is dat deze tijdens zijn laatste confrontatie met Machine Gun Joe Mason (Tyrese Gibson) is verongelukt. Hennessy biedt Ames aan de nieuwe Frankenstein te worden. Aangezien deze zijn gezicht achter een masker verborgen hield, zal de concurrentie de persoonsverwisseling niet bemerken. Als hij niet meewerkt, moet hij onbewaakt terug naar zijn cel tussen de bendeleden die hem willen vermoorden. Ames weigert in eerste instantie toch, tot Hennessy hem het beloningssysteem uitlegt. Een racer die vijf races wint, wordt in vrijheid gesteld. Frankenstein heeft er tot dat moment vier achter zijn naam geschreven.
Ames wordt voorgesteld aan zijn technische team, met daarin de levende encyclopedie Lists (Frederick Koehler) en teambaas Coach (Ian McShane). Zij werkten met de oorspronkelijke Frankenstein en helpen hem de persoonsverwisseling geheim te houden. Officieel is Ames dan ook 'Frankensteins monteur'. Tijdens de eerste fase van de race maakt hij kennis met de uit de vrouwengevangenis overgebrachte Elizabeth Case (Natalie Martinez), Frankensteins voormalige navigator in de auto en nu die van hem. Het duurt niet lang voordat Ames erachter komt hoe de vork in de steel zit wanneer hij goed naar zijn mederacers kijkt. Zijn echtgenote is vermoord door niemand anders dan concurrent Pachenko, die in opdracht van gevangenisdirectrice Hennessey handelde. Zij had na het overlijden van de oorspronkelijke Frankenstein een nieuwe coureur nodig om hem op te volgen. Ze wil zo de kijkcijfers van de race hoog houden en daarmee haar inkomsten groot. Het is alleen niet haar bedoeling dat Ames ooit levend de gevangenis uitkomt, evenmin als wie dan ook.

## Rolverdeling
- Jason Statham - Jensen Ames
- Joan Allen - Hennessey
- Ian McShane - Coach
- Tyrese Gibson - Machine Gun Joe
- Natalie Martinez - Case
- Max Ryan - Pachenko
- Jason Clarke - Ulrich
- Fred Koehler - Lists
- Jacob Vargas - Gunner
- Justin Mader - Travis Colt
- Robert LaSardo - Hector Grimm
- Robin Shou - 14K

## Achtergrond
In maart 2002 onthulde regisseur Paul W.S. Anderson dat hij bezig was met een remake van Death Race 2000 (1975) onder de werktitel Death Race 3000. Paramount Pictures, die ook de originele film distribueerde voor televisie, zou de film gaan uitbrengen. Het scenario was geschreven door J. F. Lawton. De remake zou worden geproduceerd door Tom Cruise en Paula Wagner.
Anderson gaf al gelijk aan dingen te zullen veranderen aan het scenario uit de originele film. Zo ging de film zich verder in de toekomst afspelen en zou de race over de hele wereld worden gehouden in plaats van enkel door Amerika. Deze beslissing werd mede gemaakt om de auto’s een futuristische uiterlijk te kunnen geven met meer wapens zoals raketten, krachtvelden en zelfs transformerende onderdelen.
Cruise was niet tevreden met de eerste twee versies van het scenario. In juni 2006 meldde producer Jeremy Bolt dat Anderson de film zou gaan regisseren nadat hij klaar was met zijn film Resident Evil: Extinction (2007). Augustus dat jaar eindigde de samenwerking tussen Tom Cruise en Paramount, waardoor Paramount de film niet langer wilde uitbrengen. Universal Studios kocht de film over.
In april 2007 begonnen onderhandelingen met acteur Jason Statham voor het vertolken van de hoofdrol. De opnames voor de film begonnen in Montreal in augustus 2007.
David Carradine sprak de stem in van de gemaskerde Frankenstein, het personage dat hij in het originele Death Race 2000 ook speelde.

### Ontvangst
De film werd door critici ontvangen met gemengde reacties. Op Rotten Tomatoes scoort de film 42% aan goede beoordelingen en een score van 41 van de 100 op Metacritic. De meeste critici vonden het origineel beter dan de remake. Ook vonden veel critici dat de film het te veel moest hebben van de actie.

### Muziek
De muziek voor Death Race werd gecomponeerd door Paul Haslinger, die het grootste deel van de muziek opnam met het Hollywood Studio Symphony.
Het nummer Click Clack van Slim Thug is ook in de film te horen evenals Radar Love van de Nederlandse rockband Golden Earring.

## Prijzen en nominaties
In 2009 werd Death Race genomineerd voor twee prijzen:
- De Saturn Award voor beste vrouwelijke bijrol (Joan Allen)
- De Taurus Award voor beste vuurstunt.